# بيني سميث
بيني سميث (بالإنجليزية: Bennie Smith)‏ هو موسيقي أمريكي، ولد في 5 أكتوبر 1933، وتوفي في 10 سبتمبر 2006 بسبب سرطان الرئة.